# Nayla Tueni
Nayla Tueni (* 31. August 1982 in Beirut) ist eine libanesische Journalistin und Politikerin. Sie ist seit dem Sommer 2009 Abgeordnete im libanesischen Parlament.

## Leben
Nayla Tueni wurde in einen der großen griechisch-orthodoxen Familienclans des Libanon hineingeboren. Sie studierte Journalistik und wurde 2007, zwei Jahre nach dem Mord an ihrem Vater Gebran Tueni, stellvertretende Generalmanagerin der libanesischen Tageszeitung An-Nahar, die ihr Großvater 1933 gegründet hatte.
Seit dem Sommer 2009 ist sie eine von 64 christlichen Abgeordneten im libanesischen Parlament. Sie ist eine von vier Frauen, die Abgeordnete sind.